# Copa Libertadores 1990
Die Copa Libertadores 1990 war die 31. Auflage des wichtigsten südamerikanischen Fußballwettbewerbs für Vereinsmannschaften. 19 Mannschaften nahmen teil. Kolumbien wurde aufgrund von Bedrohungen gegen Schiedsrichter durch Mitglieder der Drogenmafia des Landes in der Copa Libertadores 1989 vom Turnier ausgeschlossen, sodass nur Titelverteidiger Atlético Nacional startberechtigt war, der zudem seine Heimspiele in Chile austragen musste. Es nahmen jeweils die Landesmeister der CONMEBOL-Länder und die Zweiten teil. Das Teilnehmerfeld komplettierte Titelverteidiger Atlético Nacional. Das Turnier begann am 25. Februar und endete am 10. Oktober 1990 mit dem Final-Rückspiel. Der paraguayische Vertreter Club Olimpia gewann das Finale gegen Barcelona Sporting Club und damit zum zweiten Mal die Copa Libertadores.

## Gruppenphase

### Gruppe 1
| Pl. | Verein                  | Sp. | S | U | N | Tore    | Diff. | Punkte |
| --- | ----------------------- | --- | - | - | - | ------- | ----- | ------ |
| 1.  | CS Emelec               | 6   | 2 | 2 | 2 | 009:800 | +1    | 06     |
| 2.  | Club The Strongest      | 6   | 3 | 0 | 3 | 008:700 | +1    | 06     |
| 3.  | Barcelona Sporting Club | 6   | 2 | 2 | 2 | 006:700 | −1    | 06     |
| 3.  | Oriente Petrolero       | 6   | 2 | 2 | 2 | 006:700 | −1    | 06     |

|                         |   |                         | Hinspiel | Rückspiel |
| ----------------------- | - | ----------------------- | -------- | --------- |
| Club The Strongest      | - | Oriente Petrolero       | 2:0      | 0:1       |
| Barcelona Sporting Club | - | CS Emelec               | 0:0      | 1:3       |
| Club The Strongest      | - | CS Emelec               | 4:3      | 0:1       |
| Oriente Petrolero       | - | CS Emelec               | 1:0      | 2:2       |
| Barcelona Sporting Club | - | Oriente Petrolero       | 2:1      | 1:1       |
| Club The Strongest      | - | Barcelona Sporting Club | 2:1      | 0:1       |

#### Entscheidungsspiel um den Gruppensieg
|                         | Ergebnis        |                   |
| ----------------------- | --------------- | ----------------- |
| Barcelona Sporting Club | ?:? (5:4 i. E.) | Oriente Petrolero |

### Gruppe 2
| Pl. | Verein           | Sp. | S | U | N | Tore    | Diff. | Punkte |
| --- | ---------------- | --- | - | - | - | ------- | ----- | ------ |
| 1.  | CA Independiente | 2   | 1 | 1 | 0 | 001:000 | +1    | 03     |
| 2.  | River Plate      | 2   | 0 | 1 | 1 | 000:100 | −1    | 01     |

|             |   |                  | Hinspiel | Rückspiel |
| ----------- | - | ---------------- | -------- | --------- |
| River Plate | - | CA Independiente | 0:0      | 0:1       |

### Gruppe 3
| Pl. | Verein                  | Sp. | S | U | N | Tore    | Diff. | Punkte |
| --- | ----------------------- | --- | - | - | - | ------- | ----- | ------ |
| 1.  | CSD Colo-Colo           | 6   | 3 | 2 | 1 | 011:700 | +4    | 08     |
| 2.  | CD Universidad Católica | 6   | 2 | 3 | 1 | 006:400 | +2    | 07     |
| 3.  | Unión Huaral            | 6   | 1 | 3 | 2 | 005:900 | −4    | 05     |
| 4.  | Sporting Cristal        | 6   | 1 | 2 | 3 | 004:600 | −2    | 04     |

|                         |   |                         | Hinspiel | Rückspiel |
| ----------------------- | - | ----------------------- | -------- | --------- |
| CD Universidad Católica | - | CSD Colo-Colo           | 2:1      | 0:0       |
| Sporting Cristal        | - | Unión Huaral            | 0:0      | 3:0       |
| Sporting Cristal        | - | CD Universidad Católica | 0:0      | 0:2       |
| Unión Huaral            | - | CD Universidad Católica | 1:0      | 2:2       |
| Sporting Cristal        | - | CSD Colo-Colo           | 1:2      | 0:2       |
| Unión Huaral            | - | CSD Colo-Colo           | 1:1      | 1:3       |

### Gruppe 4
| Pl. | Verein                 | Sp. | S | U | N | Tore    | Diff. | Punkte |
| --- | ---------------------- | --- | - | - | - | ------- | ----- | ------ |
| 1.  | Club Atlético Progreso | 6   | 2 | 3 | 1 | 007:400 | +3    | 07     |
| 2.  | Defensor Sporting      | 6   | 2 | 3 | 1 | 005:300 | +2    | 07     |
| 3.  | Pepeganga Margarita FC | 6   | 3 | 0 | 3 | 004:500 | −1    | 06     |
| 4.  | AC Mineros de Guayana  | 6   | 1 | 2 | 3 | 005:900 | −4    | 04     |

|                        |   |                        | Hinspiel | Rückspiel |
| ---------------------- | - | ---------------------- | -------- | --------- |
| Defensor Sporting      | - | Club Atlético Progreso | 0:0      | 1:1       |
| AC Mineros de Guayana  | - | Pepeganga Margarita FC | 1:0      | 1:2       |
| AC Mineros de Guayana  | - | Club Atlético Progreso | 1:3      | 1:1       |
| Pepeganga Margarita FC | - | Club Atlético Progreso | 1:0      | 0:2       |
| Pepeganga Margarita FC | - | Defensor Sporting      | 1:0      | 0:1       |
| AC Mineros de Guayana  | - | Defensor Sporting      | 0:0      | 1:3       |

### Gruppe 5
| Pl. | Verein              | Sp. | S | U | N | Tore    | Diff. | Punkte |
| --- | ------------------- | --- | - | - | - | ------- | ----- | ------ |
| 1.  | Club Olimpia        | 6   | 3 | 1 | 2 | 009:800 | +1    | 07     |
| 2.  | Club Cerro Porteño  | 6   | 2 | 2 | 2 | 008:800 | ±0    | 06     |
| 3.  | CR Vasco da Gama    | 6   | 2 | 2 | 2 | 005:500 | ±0    | 06     |
| 4.  | Grêmio Porto Alegre | 6   | 1 | 3 | 2 | 005:600 | −1    | 05     |

|                     |   |                     | Hinspiel | Rückspiel |
| ------------------- | - | ------------------- | -------- | --------- |
| Grêmio Porto Alegre | - | CR Vasco da Gama    | 2:0      | 0:0       |
| Club Olimpia        | - | Club Cerro Porteño  | 2:1      | 2:3       |
| Club Olimpia        | - | Grêmio Porto Alegre | 1:0      | 2:2       |
| Club Cerro Porteño  | - | Grêmio Porto Alegre | 3:1      | 0:0       |
| Club Olimpia        | - | CR Vasco da Gama    | 2:1      | 0:1       |
| Club Cerro Porteño  | - | CR Vasco da Gama    | 1:1      | 0:2       |

## Achtelfinale
|                         | Gesamt          |                        | Hinspiel | Rückspiel |
| ----------------------- | --------------- | ---------------------- | -------- | --------- |
| CD Universidad Católica | 4:2             | Club The Strongest     | 3:1      | 1:1       |
| CSD Colo-Colo           | 3:3 (4:5 i. E.) | CR Vasco da Gama       | 0:0      | 3:3       |
| Club Cerro Porteño      | 0:1             | Atlético Nacional      | 0:0      | 0:1       |
| Defensor Sporting       | 2:4             | River Plate            | 1:2      | 1:2       |
| Pepeganga Margarita FC  | 0:9             | CA Independiente       | 0:6      | 0:3       |
| Unión Huaral            | 1:2             | CS Emelec              | 1:0      | 0:2       |
| Barcelona Sporting Club | 4:2             | Club Atlético Progreso | 2:0      | 2:2       |

Aufgrund der Suspendierung der kolumbianischen Vereine hatte Club Olimpia ein Freilos im Achtelfinale, da der Verein als Sieger der Gruppe 5 auf den dritten der Gruppe 2 treffen sollte. Allerdings spielten nach dem Ausschluss Kolumbiens nur zwei Teams in Gruppe 2.

## Viertelfinale
|                  | Gesamt |                         | Hinspiel | Rückspiel |
| ---------------- | ------ | ----------------------- | -------- | --------- |
| CR Vasco da Gama | 0:1    | Atlético Nacional       | 0:0      | 0:1       |
| CS Emelec        | 0:1    | Barcelona Sporting Club | 0:0      | 0:1       |
| River Plate      | 3:1    | CA Independiente        | 2:0      | 1:1       |
| Club Olimpia     | 6:4    | CD Universidad Católica | 2:0      | 4:4       |

## Halbfinale
|              | Gesamt          |                         | Hinspiel | Rückspiel |
| ------------ | --------------- | ----------------------- | -------- | --------- |
| River Plate  | 1:1 (3:4 i. E.) | Barcelona Sporting Club | 1:0      | 0:1       |
| Club Olimpia | 4:4 (2:1 i. E.) | Atlético Nacional       | 2:1      | 2:3       |

## Finale

### Hinspiel
| Club Olimpia                                                         | Club Olimpia | Barcelona Sporting Club | Barcelona Sporting Club |
| -------------------------------------------------------------------- | --- | --- | ----------------------- |
| Club Olimpia                                                         | \| 3. Oktober 1990 in Asunción, Paraguay (Estadio Defensores del Chaco) \| \| Ergebnis: 2:0 (1:0) \| \| Zuschauer: 35.000 \| \| Schiedsrichter: Juan Daniel Cardellino ( Uruguay) \|                                                        | \| 3. Oktober 1990 in Asunción, Paraguay (Estadio Defensores del Chaco) \| \| Ergebnis: 2:0 (1:0) \| \| Zuschauer: 35.000 \| \| Schiedsrichter: Juan Daniel Cardellino ( Uruguay) \|                                             | Barcelona Sporting Club |
| Club Olimpia                                                         | Ever Almeida – Juan Ramírez, Miguel Ramírez, Remigio Fernández, Silvio Suárez, Jorge Guasch, Fermin Balbuena (Cristóbal Cubilla), Luis Alberto Monzón, Gabriel González, Adriano Samaniego, Raúl Vicente Amarilla Cheftrainer: Luis Cubilla | Carlos Morales – Jimmy Izquierdo, Martínez, Wilson Macías, Freddy Bravo, Mario Saralegui, Carlos Muñoz (Hans Maldonado), Johnny Proaño (David Bravo), Marcelo Trobbiani, Jimmy Jiménez, Luis Acosta Cheftrainer: Miguel Brindisi | Barcelona Sporting Club |
| Club Olimpia                                                         | 1:0 Raúl Vicente Amarilla (25.) 2:0 Adriano Samaniego (78.) | | Barcelona Sporting Club |
| 3. Oktober 1990 in Asunción, Paraguay (Estadio Defensores del Chaco) | | |                         |
| Ergebnis: 2:0 (1:0)                                                  | | |                         |
| Zuschauer: 35.000                                                    | | |                         |
| Schiedsrichter: Juan Daniel Cardellino ( Uruguay)                    | | |                         |

### Rückspiel
| Barcelona Sporting Club                                     | Barcelona Sporting Club | Club Olimpia | Club Olimpia |
| ----------------------------------------------------------- | --- | --- | ------------ |
| Barcelona Sporting Club                                     | \| 10. Oktober 1990 in Guayaquil, Ecuador (Estadio Monumental) \| \| Ergebnis: 1:1 (0:0) \| \| Zuschauer: 55.000 \| \| Schiedsrichter: Juan Carlos Loustau ( Argentinien) \|                                          | \| 10. Oktober 1990 in Guayaquil, Ecuador (Estadio Monumental) \| \| Ergebnis: 1:1 (0:0) \| \| Zuschauer: 55.000 \| \| Schiedsrichter: Juan Carlos Loustau ( Argentinien) \|                                                                                       | Club Olimpia |
| Barcelona Sporting Club                                     | Carlos Morales – Jimmy Izquierdo, Wilson Macías, Freddy Bravo, Julio Guzmán (Johnny Proaño), Mario Saralegui, Carlos Muñoz, David Bravo, Marcelo Trobbiani, Manuel Uquillas, Luis Acosta Cheftrainer: Miguel Brindisi | Ever Almeida – Juan Ramírez, Miguel Ramírez, Remigio Fernández, Silvio Suárez, Jorge Guasch, Fermin Balbuena, Adolfo Jara Heyn (Gabriel González), Luis Alberto Monzón, Adriano Samaniego, Raúl Vicente Amarilla (Carlos Vidal Sanabria) Cheftrainer: Luis Cubilla | Club Olimpia |
| Barcelona Sporting Club                                     | 1:0 Marcelo Trobbiani (62.) | 1:1 Raúl Vicente Amarilla (81.) | Club Olimpia |
| 10. Oktober 1990 in Guayaquil, Ecuador (Estadio Monumental) | | |              |
| Ergebnis: 1:1 (0:0)                                         | | |              |
| Zuschauer: 55.000                                           | | |              |
| Schiedsrichter: Juan Carlos Loustau ( Argentinien)          | | |              |